# 13602 Pierreboulez
A 13602 Pierreboulez (ideiglenes jelöléssel (13602) 1994 PB36) a Naprendszer kisbolygóövében található aszteroida. Eric Walter Elst fedezte fel 1994. augusztus 10-én.